# Clidemia biolleyana
Clidemia biolleyana är en tvåhjärtbladig växtart som beskrevs av Célestin Alfred Cogniaux. Clidemia biolleyana ingår i släktet Clidemia och familjen Melastomataceae.
Artens utbredningsområde är Costa Rica. Inga underarter finns listade i Catalogue of Life.